# Neodontopera cinerea
Neodontopera cinerea är en fjärilsart som beskrevs av W. Warren 1906. Neodontopera cinerea ingår i släktet Neodontopera och familjen mätare. Inga underarter finns listade i Catalogue of Life.